# Ogdoconta cymographa
Ogdoconta cymographa är en fjärilsart som beskrevs av George Francis Hampson 1910. Ogdoconta cymographa ingår i släktet Ogdoconta och familjen nattflyn. Inga underarter finns listade i Catalogue of Life.